# Sistema astronomico di unità di misura
Il sistema astronomico di unità di misura è il sistema di unità di misura utilizzato in ambito astronomico definito dalla costante gravitazionale di Gauss. Le unità base del sistema, secondo le direttive dell'Unione Astronomica Internazionale, comprendono le unità astronomiche (AU) per la misura della lunghezza, la massa solare (M☉) come unità di massa ed il giorno solare (d) come unità di tempo. 